# Warley Silva dos Santos
Warley Silva dos Santos (Sobradinho, 13 febbraio 1978) è un allenatore di calcio ed ex calciatore brasiliano, di ruolo attaccante.

## Palmarès

### Club

#### Gli inizi in Brasile
Warley ha iniziato la sua carriera in Brasile, giocando per il Coritiba e l'Atlético Paranaense prima di firmare per l'Udinese nel gennaio 1999. È stato prestato al San Paolo fino al giugno 1999.
L'Udinese ha acquisito metà del suo cartellino dalla squadra uruguaiana del Rentistas per 9 milioni di dollari, che di fatto è stata ricevuta dall'agente del giocatore. Ha firmato un contratto fino al 30 giugno 2003.

#### Udinese e scandalo passaporti
Ha giocato la sua prima partita di Serie A il 19 settembre 1999 come titolare, nella partita persa contro la Juventus 1-4 senza segnare. Ha giocato 15 partite di campionato durante la stagione. Nel settembre 2000, fu convocato con l'Udinese per la trasferta in Polonia per giocare la partita di Coppa UEFA contro il Polonia Varsavia. Ma funzionari polacchi scoprirono che il suo passaporto portoghese era falso come quello del suo compagno di squadra Alberto. Warley fu immediatamente prestato al Grêmio per un anno per rispettare la quota di giocatori extra comunitari in rosa. Il sistema delle quote è stato abolito a metà stagione 2000-2001, ma nel giugno 2001, Warley insieme ad altri 9, tra cui 3 dei suoi compagni di squadra (Alberto, Jorginho Paulista e Da Silva) ed il connazionale Dida sono stati banditi per un anno e 3 giovani giocatori sono stati banditi per 6 mesi. Il divieto in seguito si ridusse e il 13 gennaio 2002 giocò la prima partita di campionato della stagione, insieme a Sergio Bernardo Almiron rimpiazzò Gonzalo Martínez e David Pizarro al 75º minuto. Ha giocato la sua prima partita della stagione il 3 marzo perdendo 1-2 contro l'Atalanta. Con la concorrenza in attacco di Roberto Sosa, David Di Michele, Vincenzo Iaquinta, Roberto Muzzi e Siyabonga Nomvethe, Warley giocò solo altre 5 partite di campionato nella stagione 2001-2002. Nella stagione 2002-2003 ha giocato 16 partite di campionato.

#### Ritorno in Brasile
A metà del 2003, Warley tornò in Brasile al São Caetano dove giocò due stagioni nel Campeonato Brasileiro Série A. Nel 2005 passa al Palmeiras. Ha firmato un contratto di un anno con il Brasiliense nel gennaio 2006, che è stato prorogato di un altro anno l'8 dicembre 2006. Nel gennaio 2008, ha firmato un contratto di 1 anno con il Náutico, ma in agosto si accasò alla squadra brasiliana della Série B ABC Futebol Clube. Nel gennaio 2009 firma un contratto per tutta la durata del Campeonato Carioca con il Madureira. Warley è stato tagliato prima dell'inizio della Série D brasiliana 2009.
Nel gennaio 2010 firma un contratto con il Villa Nova per il Campeonato Mineiro 2010.

#### Competizioni statali
- Campionato Paranaense: 1

Atlético Paranaense: 1998
- Campionato paulista: 2

San Paolo: 1998
São Caetano: 2004
- Campionato Gaucho: 1

Gremio: 2001
- Campionato Brasiliense: 2

Brasiliense: 2006, 2007
- Campionato Potiguar: 1

ABC: 2008
- Campionato Paraibano: 3

Treize: 2011
Campinense: 2012
Botafogo-PB: 2013
- Campionato Piauiense: 3

River: 2014, 2015, 2016

#### Competizioni nazionali
- Coppa del Brasile: 1

Gremio: 2001
- Campeonato Brasileiro Série D: 1

Botafogo-PB: 2013